# Ligne 53 (Infrabel)
Pour les articles homonymes, voir Ligne 53.
La ligne 53 de Schellebelle à Louvain, est une ligne ferroviaire belge du réseau Infrabel inaugurée en 1837.

## Histoire

### Les débuts du chemin de fer en Belgique
Cette ligne est une des plus anciennes de Belgique et ouvre en 1837, la même année que la ligne Malines-Anvers. Son tracé actuel correspond à deux segments de la première ébauche du réseau ferroviaire belge qui comportait quatre lignes en croix autour de Malines vers les quatre points cardinaux du pays.
- la ligne vers Louvain, Liège et la frontière allemande (inaugurée de 1837 à 1843)
- la ligne vers Gand, Bruges et Ostende (inaugurée de 1837 à 1838)
- la ligne vers Braine-le-Comte, Mons et la frontière française (inaugurée de 1840 à 1842)
- la ligne vers Anvers ou Bruxelles (inaugurée de 1835 à 1836)

Ce réseau s'étoffa progressivement avec des lignes privées et d'autres exploitées par l’État belge.
Ce qui devint plus tard la ligne 53 permettait autrefois de relier Malines à Gand et Ostende (sur sa partie occidentale) et Malines à Liège et la frontière allemande (sur sa partie orientale).
La construction de lignes directes permettant de relier ces villes à Bruxelles sans passer par Malines chamboulera la continuité de la Ligne 53 en lui faisant perdre une partie de son trafic de transit.

### Itinéraires alternatifs
En 1855 et 1856, les Chemins de fer de l'État belge inaugureront une ligne directe entre Bruxelles-Nord et Schellebelle via Alost. L’entièreté du tracé entre Bruxelles, Schellebelle et Gand est désormais désignée ligne 50.
En 1866, l’État belge inaugura une nouvelle ligne entre Schaerbeek et Louvain permettant d'effectuer le trajet vers Louvain, Liège et l’Allemagne sans passer par Malines. L’entièreté du tracé entre Bruxelles et Liège est désormais désignée ligne 36.
Une ligne directe entre Bruxelles et Termonde, construite pour l’État belge entre 1879 et 1881 (la ligne 60) a également modifié la donne.
En 1923 et 1933, une ligne directe entre Gand et Bruxelles, l'actuelle ligne 50A, enlève définitivement à l'ancien tracé ses trains les plus rapides.

### La ligne 53 auXXIesiècle
La portion Malines - Louvain de la ligne 53 a été électrifiée en 1956, alors que l'électrification du réseau battait son plein, tandis que celle entre Malines et Schellebelle n'a été électrifiée qu'en 1983. Ces deux portions sont à double voie et ont conservé la plupart de leurs arrêts intermédiaires.
Du point de vue des trains de voyageurs, la ligne 53 est actuellement une ligne secondaire.

#### Desserte
Les deux portions de ligne connaissent une importante desserte marchandises. La partie orientale de la ligne est notamment utilisée par des trains venant d'Anvers à destination du sud-est du pays, notamment ceux qui circulent sur le corridor Sibelit.
Le trafic des voyageurs comprend des trains InterCity (IC) et omnibus (L) effectuant les trajets suivants
- L 55X : Zeebrugge - Malines (en semaine)
- L 85X : Courtrai - Malines (weekends et jours fériés)
- L 27XX : Saint-Nicolas - Louvain (en semaine)
- IC 41XX : Gand - Louvain (en semaine) et Malines - Louvain (weekends et jours fériés)
- quelques trains P (en semaine) reliant les principales villes de la ligne.

Cette desserte totalise un ou deux trains par heure pour les gares intermédiaires de la ligne (trains P non compris).

## Ouvrages d'art

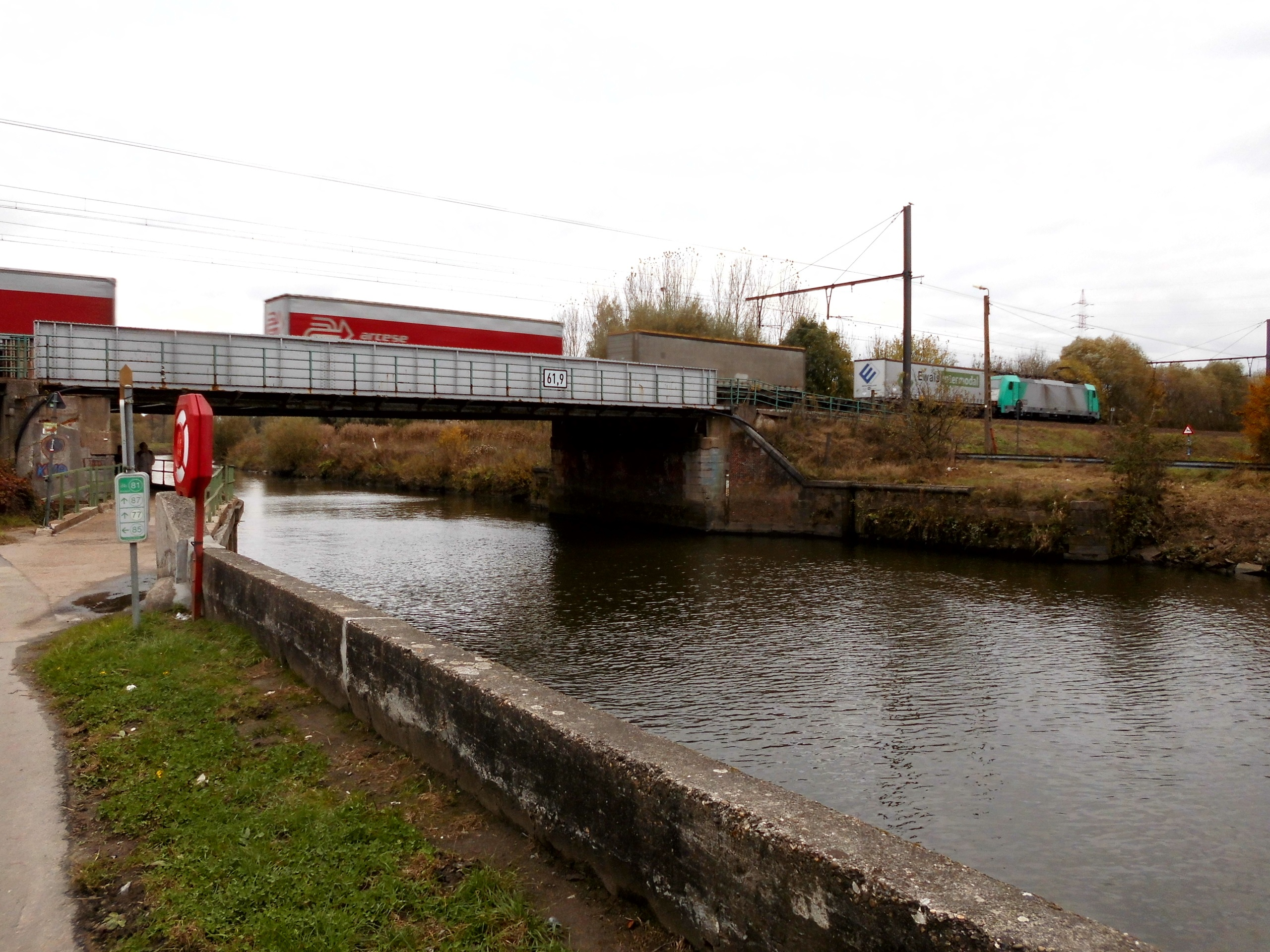
Pont sur la Dendre à Oudegem

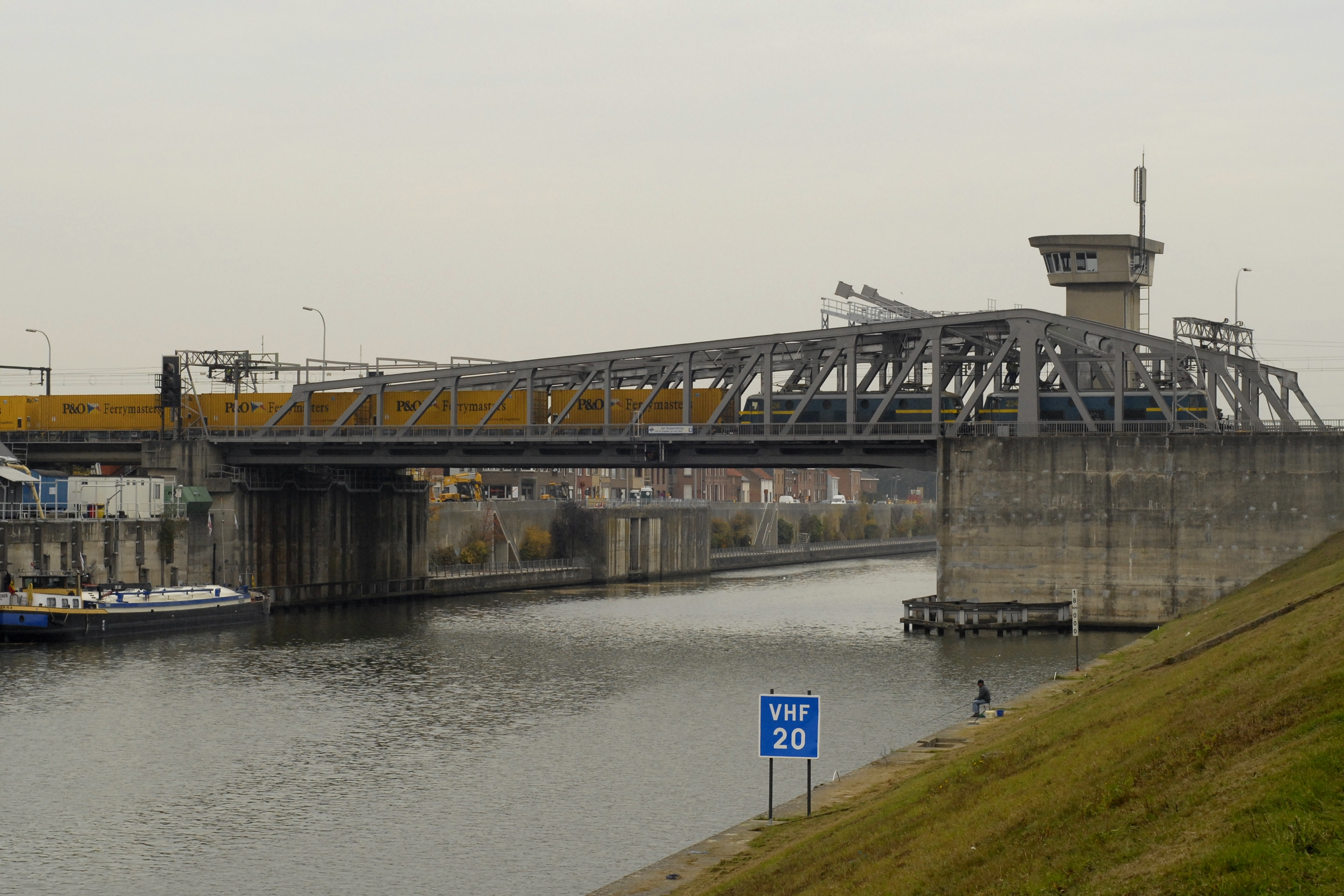
Train sur le pont Jan Bogaert

La ligne traverse plusieurs fleuves et canaux, principalement la Dendre, le canal maritime de Bruxelles à l'Escaut, la Senne, le canal Louvain-Dyle et la Dyle, qui nécessitait la construction des ponts importants. Pour assurer la poursuite du trafic sur le canal maritime de Bruxelles à l'Escaut, un pont levant est construit en 1981, remplaçant un pont tournant.